# Sân bay Mandalgovi
Sân bay Mandalgovi (IATA: MXW, ICAO: ZMMG) là một sân bay công cộng nằm tại Mandalgovi, tỉnh lị tỉnh Dundgovi tại Mông Cổ.

## Hãng hàng không
- Eznis Airways